# محله هوایی مسی رنچ
محله هوایی مسی رنچ (به انگلیسی: Massey Ranch Airpark) یک فرودگاه همگانی است . این فرودگاه در شهر دیتونا بیچ، فلوریدا کشور ایالات متحده آمریکا قرار دارد و در ارتفاع ۳٫۷ متری از سطح دریا واقع شده‌است.